# Jonquières (Aude)
Jonquières , es una localidad  y comuna francesa, situada en el departamento del Aude en la región administrativa de Languedoc-Rosellón y región natural de las Corbières, atravesada por el río Nielle.
A sus habitantes se les conoce por el gentilicio Jonquièrois.

## Demografía
| 47 | 55 | 55 | 54 | 38 | 46 |
| Para los censos de 1962 a 1999 la población legal corresponde a la población sin duplicidades (Fuente: INSEE [Consultar]) |    |    |    |    |    |

(Población sans doubles comptes según la metodología del INSEE).